# Lac au Menton
Lac au Menton är en sjö i Kanada.   Den ligger i regionen Saguenay–Lac-Saint-Jean och provinsen Québec, i den östra delen av landet, 600 km nordost om huvudstaden Ottawa. Lac au Menton ligger 481 meter över havet. Arean är 14,9 kvadratkilometer. Den sträcker sig 12,0 kilometer i nord-sydlig riktning, och 5,1 kilometer i öst-västlig riktning.
Omgivningarna runt Lac au Menton är i huvudsak ett öppet busklandskap. Trakten runt Lac au Menton är nära nog obefolkad, med mindre än två invånare per kvadratkilometer.